# Мировая серия 2012
Мировая серия 2012 (англ. 2012 World Series) — 108-я чемпионская серия Главной лиги бейсбола, в которой чемпионы Национальной лиги «Сан-Франциско Джайентс» одержали победу над чемпионом Американской лиги «Детройт Тайгерс» со счётом 4-0. Победа в мировой серии 2012 года стала седьмой в истории «Джайентс», второй в Сан-Франциско (первые пять чемпионских титулов команда завоевала под именем «Нью-Йорк Джайентс») и второй за последние три года (2010—2012). Победа «Джайентс» в Мировой серии стала первой для команд Национальной лиги с 1990 года, когда «Цинциннати Редс» одержали победу над «Окленд Атлетикс». Самым ценным игроком Мировой серии стал Пабло Сандоваль, который в первой игре серии выбил три хоум-рана, повторив рекорд Мировых серий.
Преимущество домашней площадки в серии принадлежало «Сан-Франциско Джайентс»: в Сан-Франциско прошли первая и вторая игра, а также должны были состояться шестая и седьмая игры серии в случае необходимости. Первая игра Мировой серии 2012 года прошла в среду 24 октября на «AT&T-парке» в Сан-Франциско (штат Калифорния). Решающая игра серии прошла в воскресенье 28 октября на «Комерика-парке» в Детройте (штат Мичиган).
За шесть дней до Мировой серии «Тайгерс» стали чемпионами Американской лиги, одержав победу над «Нью-Йорк Янкис». «Джайентс» же стали победителями Национальной лиги, одержав победу над «Сент-Луис Кардиналс» в семи играх.